# Bartolomeo Manni
Bartolomeo Manni (Rovio, 1647 – Rovio, 1709) è stato uno scultore svizzero-italiano.

## Biografia

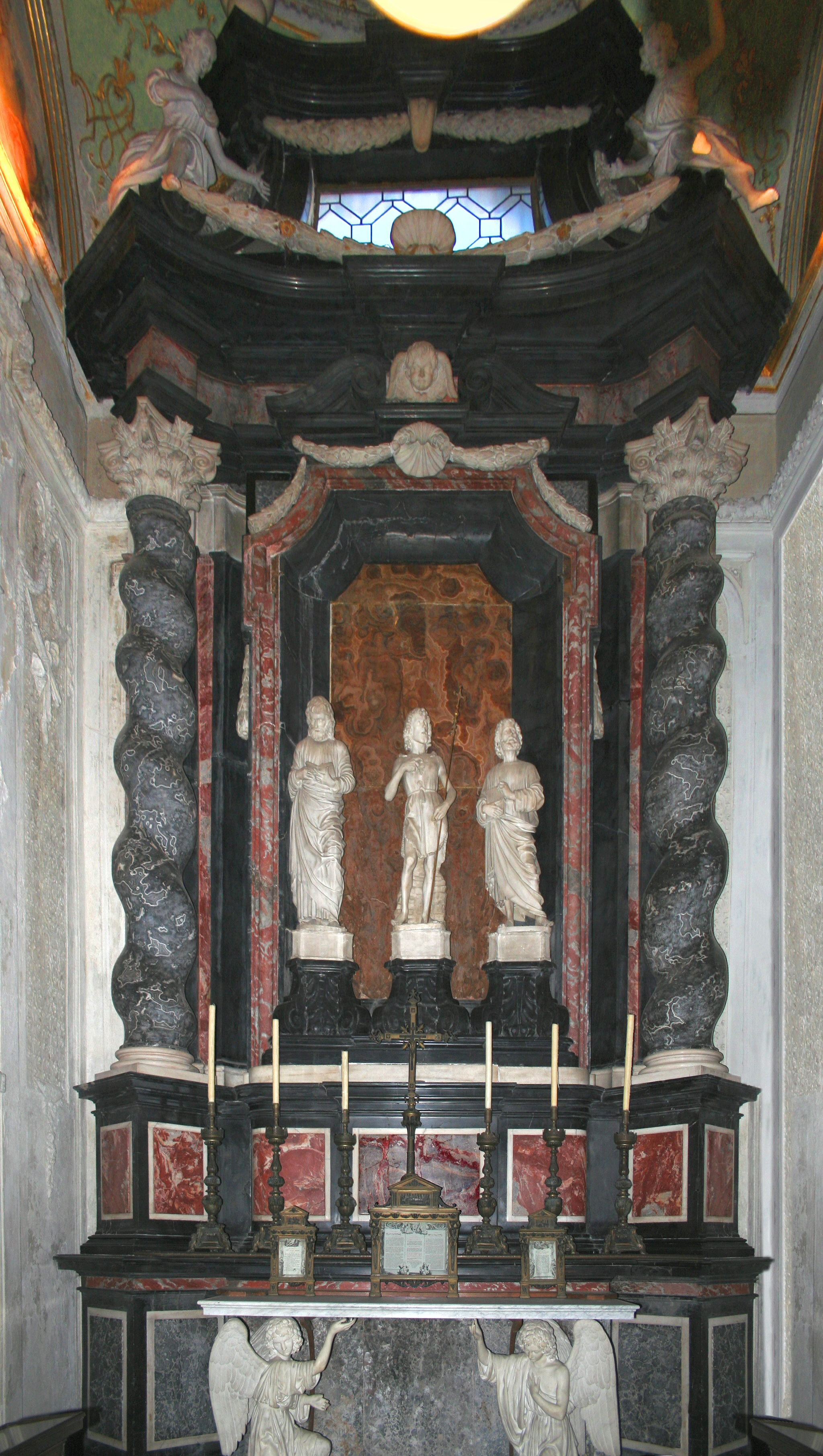
Altare della Cappella Colleoni opera di Bartoloneo Manni

Figlio di Andrea, oriundo di un'antica famiglia di origine ticinesi, ma abitante nel comasco a Rovio, pure lui marmista, è avviato precocemente ai lavori di scultura nella bottega del padre, il suo primo dato documentato risale al 1670 quando emigra nel comune di Gazzaniga in val Seriana dove sposa una ragazza del luogo, Angela Poma; dall'unione nascono tre figlie e quattro maschi: Andrea, Pier Giacomo, Carlo Antonio e Gian Giacomo che saranno tutti suoi collaboratori nella bottega famigliare in un periodo che va dal 1670 al 1768.. La residenza in val Seriana sarebbe stata una scelta collegata alla sua professione:
(Luigi Angelini)
La sua prima opera compiuta a Bergamo è l'Altare della Cappella Colleoni, realizzato nel 1676 in sostituzione di uno rinascimentale su cui erano poste le tre statue scolpite a Venezia da Pietro Lombardo e dai suoi due figli Tullio e Antonio che vennero inserite nella nuova struttura barocca; l'altare poi ricevette al principio dell'Ottocento la mensa progettata da Leopoldo Pollack, sorretta da due figure di angeli scolpiti da Grazioso Rusca.
Risale con tutta probabilità al 1676 l'altare maggiore della chiesa di Santa Grata in Via Arena, quando il luganese Giovanni Angelo Sala esegue gli stucchi riccamente modellati della volta. Lavoro esaltato dalla presenza della notevole pala di Enea Salmeggia detto il Talpino e dal suggestivo coronamento con timpani e trabeazione in marmo nero su cui contrastano le bianche figure dei putti in marmo di Carrara.
Verso la fine degli anni settanta avviene l'incontro con Grazioso Fantoni di Rovetta con cui collabora nella basilica di San Martino di Alzano Lombardo; suo è il grandioso portale in marmo nero, posto tra le due sagrestie e ornato con le sculture di un certo Pietro Mazzetti di Rovio. Nel prestigioso Duomo di Bergamo a lui si debbono la mensa d'altare e lo stilobate della cappella di San Benedetto da Norcia (prima a destra) su disegno dell'architetto Filippo Alessandri; pure in base al progetto dell'Alessandri è l'altare della Cappella di Santa Caterina d'Alessandria e di San Girolamo (prima a sinistra); interviene pure sull'insieme della Cappella del Crocifisso su progetto dell'architetto Costantino Gallizioli. Particolarmente ricco di intersi è l'altare maggiore della chiesa di San Giorgio di Fiorano al Serio, risalente tra la fine del Seicento e i primi anni del Settecento. Il paliotto centrale ospita la tarsia in marmo bianco raffigurante san Giorgio a cavallo che uccide il drago, mentre tutto intorno la tarsia presenta girali e festoni con frutta e uccelli con lapislazzuli che rendono sprazzi di luce sul fondo nero.
A Bergamo, oltre ad alcune sue sculture ricordate nelle chiese cittadine di San Pancrazio e San Leonardo è anche ben visibile una sua opera sotto il portico del Palazzo della Ragione: il bassorilievo raffigurante la Madonna col Bambino in braccio inquadrato in un'architettura di due colonne con trabeazione e cornici sottostanti, con la scritta Ave Maria alla base.
Nella chiesa del Monastero Matris Domini si hanno i primi esempi di collaborazione coi figli Andrea a Gian Giacomo, dove l'altare mostra nel carattere secentesco delle colonne tortili e della specchiature dei gradini il suo stile, mentre nel paliotto a intarsi marmorei si palesa la nuova maniera ricca di fantasia decorativa settecentesca propria dei due figli. Così, nei due tempietti posti ai lati, sormontati da statue in nicchia e nel timpano si riconoscono figure riferibili a lui e ai figli.
Nella provincia di Bergamo gli viene ascritto l'altare maggiore della chiesa parrocchiale di San Salvatore a Monasterolo del Castello (su progetto di un certo Silva di Morbio Inferiore), e quello realizzato nel 1701 nella chiesa parrocchiale di San Pietro a Trescore Balneario poi alterato nel Novecento.
Se con le sue opere, caratterizzate da un composto ascendente secentesco, comincia a diffondersi nella città di Bergamo e nel suo territorio il gusto d'arricchire le chiese con tali intarsi marmorei, e con l'attività dei suoi figli che si affermano quei modelli formali destinati a segnare la realizzazione di altari e l'ammodernamento degli interni delle chiese creando uno stile Manni di grande successo.